# Northern Border pipeline
Northern Border pipeline — трубопровід для поставок канадського газу до району Чикаго.
Газопровід Northern Border, введений в експлуатацію у 1983 році, починається на кордоні канадської провінції Саскачеван та штату Монтана і прямує через Північну та Південну Дакоту, Міннесоту та Айову до Іллінойсу. Джерелом ресурсу для нього є перш за все газ Західно-Канадського басейну. Крім того, система отримує продукцію басейнів Скелястих гір через численні перемички з WBI Energy Transmission (станом на середину 2010-го діяло п'ять таких інтерконекторів у Stateline, Charbonneau, Spring Creek, Manning, Glen Ullin та планувалось спорудження шостого), а починаючи з 2011 року також за допомогою Bison Pipeline. Нарешті, до Northern Border надходить продукція потужного виробника синтетичного газу Dakota Gasification plant.
Загальна довжина системи, виконаної в діаметрі 1050 мм, становить 1408 миль, а максимальна пропускна здатність — майже 25 млрд м3 на рік.
Власником Northern Border pipeline є компанія TransCanada, яка володіє цілим рядом газопроводів, що ведуть від північного кордону США (Gas Transmission Northwest, Great Lakes Gas Transmission, Iroquois Gas Transmission, Portland Natural Gas Transmission).